# Peter Kjær
 Ikke at forveksle med Peter Kær.
 For alternative betydninger, se Peter Kjær (flertydig). (Se også artikler, som begynder med Peter Kjær)
Peter Kjær (født 5. november 1965) er en tidligere dansk fodboldspiller, der var målmand. Han spillede det meste af sin karriere i Danmark for Vejle Boldklub og Silkeborg IF. 
Han stod i mange år i skyggen af Peter Schmeichel og spillede derfor kun fire landskampe for Danmark – den 5. september 2001 stod han en fantom-kamp mod Bulgarien i Sofia og var på den måde medvirkende til, at Danmark kvalificerede sig til VM i fodbold 2002.
17. juni 2008 blev Peter Kjær præsenteret som sportschef i Silkeborg IF, men trak sig selv fra posten mindre end et halvt år senere, pga. uenighed om indkøbs- og lønningspolitikken i klubben.. I dag er Kjær kommentator på TV3.

## Spillerkarriere
Peter Kjær startede sin karriere i topfodbold i Vejle, hvor det blev til hele ti år som kontraktspiller. Kjær spillede 225 kampe for Vejle Boldklub og scorede to mål. Da Vejle Boldklub løb ind i sportslige og økonomiske problemer i starten af halvfemserne, skiftede Peter Kjær til Silkeborg IF, hvor han – ligesom i Vejle – fik stor succes. Bl.a. blev han kåret til årets målmand i 1999 1 Arkiveret 17. marts 2008 hos  Wayback Machine
Efter en succesfuld periode i SIF skiftede Peter Kjær til tyrkiske Besiktas og derfra videre til skotsk fodbold og Aberdeen, hvor han blev genforenet med sin tidligere træner i  Vejle Boldklub, Ebbe Skovdahl.
Peter Kjær har spillet en række ungdomslandskampe og har i årevis befundet sig i periferien af landsholdet med masser af optrædener på ligalandsholdet samt »kampe på bænken« for  A-landsholdet. Den 25. april 2001 kom den forløsende  A-landsholdsdebut for Peter Kjær, som 25 minutter før tid blev skiftet ind i Peter Schmeichels afskedskamp i Parken mod Slovenien. Hermed skrev Peter Kjær dansk fodboldhistorie, da han med sine 35 år, fem måneder og tyve dage blev den ældste debutant på A-landsholdet i dansk fodbolds historie.
Kjær var tredjemålmand i den danske trup både ved VM i 1998 i Frankrig og ved EM i 2000 i Belgien og Holland. Endvidere var han en del af det hold der vandt guld ved Confederations Cup 1995.